# Hardoc
 (octobre 2018).
Si vous disposez d'ouvrages ou d'articles de référence ou si vous connaissez des sites web de qualité traitant du thème abordé ici, merci de compléter l'article en donnant les références utiles à sa vérifiabilité et en les liant à la section « Notes et références ».
Hardoc, de son vrai nom Vincent Lemaire, est un dessinateur et coloriste de bande dessinée français né le 18 février 1975 à Albert (Somme), notamment connu pour la série La Guerre des Lulus.

## Biographie

### Jeunesse et études
Vincent Lemaire commence ses études secondaires au Lycée Louis-Thuillier d'Amiens en section littéraire option arts plastiques, puis les poursuit au lycée Lamarck d'Albert. Après avoir obtenu son baccalauréat technologique en génie électro-technique, il fait des études supérieures à la faculté des Arts d'Amiens où il obtient une licence et commence une maîtrise d'arts plastiques.
En matière de dessin, c'est un autodidacte. Il commence sa carrière à 15 ans comme illustrateur pour une émission de France 2 pour la jeunesse.

### Dessinateur
Tout en travaillant sur ses premières BD, Hardoc a été batteur et parolier, durant quinze ans, dans un groupe de rock festif : « Les Mômes susceptibles ».
Il remporte, en 1996, l’Écureuil d’Or qui récompense le meilleur jeune espoir au Festival international de la bande dessinée d'Angoulême.
En parallèle à sa carrière dans la bande dessinée, il a collaboré au journal alternatif Fakir. 
Hardoc rencontre Régis Hautière dans une association BD d'Amiens et ils collaborent sur Le Loup, l'Agneau et les Chiens de Guerre dont le premier tome sortit en 2004. 
En 2005, il participe au collectif des nouvelles de Jules Verne en bandes dessinées. 
En 2009, il collabore de nouveau avec Régis Hautière sur L'histoire des Lulus, Jeux de guerre dans l'album collectif Cicatrices de guerre(s). 
En 2013 sort le premier volume des aventures complètes des Lulus, intitulé La Guerre des Lulus - La maison des enfants trouvés.

### Publications d'albums de bandes dessinées
- 2004 : Le Loup l'Agneau et les Chiens de Guerre - t. 1, Régis Hautière (scénario), Hardoc (dessin, couleur), Paquet, 56 p.  (ISBN 2-940334-38-2)
- 2005 : Les nouvelles de Jules Verne en bandes dessinées, Céka (scénario), Collectif, Petit à Petit, 90p.  (ISBN 2-84949-023-7)
- 2006 : Le Loup l'Agneau et les Chiens de Guerre - t.  2, Régis Hautière (scénario), Hardoc (dessin, couleur), Paquet, 56 p.  (ISBN 2-88890-075-0)
- 2009 : Cicatrices de guerre(s), Collectif, Éditions de la Gouttière, 96p.  (ISBN 978-2-9524075-6-4)
- 2013 : La Guerre des Lulus - t. 1 : 1914 : La maison des enfants trouvés, Régis Hautière (scénario), Hardoc (dessin, couleur), David François (couleur), Casterman, 56 p.  (ISBN 978-2-20303-442-6)
- 2013 : La Crise, quelle crise ?, Collectif, Éditions de la Gouttière, 64p.  (ISBN 2-9539182-0-5)
- 2014 : La Guerre des Lulus - t. 2 : 1915 : Hans, Régis Hautière (scénario), Hardoc (dessin, couleur), David François (couleur), Casterman, 56 p.  (ISBN 978-2-203-06397-6)
- 2014 : Notre Mère la Guerre -  HS1. Chroniques [3],[4], avec Kris (scénario), dessin de Maël, Édith Grattery, Jeff Pourquié, Hardoc, Vincent Bailly et Damien Cuvillier, Futuropolis  (ISBN 978-2-754-81155-2)
- 2015 : La Guerre des Lulus - t. 3 : 1916 : Le tas de briques, Régis Hautière (scénario), Hardoc (dessin, couleur), David François (couleur), Casterman, 64 p.  (ISBN 978-2-2030-8772-9)
- 2016 : La Guerre des Lulus - t. 4 : 1917 : La déchirure, Régis Hautière (scénario), Hardoc (dessin, couleur), David François (couleur), Casterman, 56 p.  (ISBN 978-2-203-10283-5)
- 2017 : La Guerre des Lulus - t. 5 : 1918 : Le Der des ders, Régis Hautière (scénario), Hardoc (dessin, couleur), David François (couleur), Casterman, 64 p.  (ISBN 978-2-203-12630-5)
- 2018 : La Guerre des Lulus - t. 6 : Lucien[5], Régis Hautière (scénario), Hardoc (dessin, couleur), Damien Cuvilier (story-board), David François (couleur), Casterman, 64 p.  (ISBN 978-2-2031-5926-6)
- 2021 : La Guerre des Lulus - t. 7 : Luigi, Régis Hautière (scénario), Hardoc (dessin, couleur), Damien Cuvilier (story-board), David François (couleur), Casterman, 64 p.  (ISBN 978-2-2031-5927-3)
- 2022 :  La Guerre des Lulus - t. 8 : Luce, Régis Hautière (scénario), Hardoc (dessin, couleur), David Périmony (couleur), Casterman, 64 p.  (ISBN 978-2-203-22277-9)